# 文化学院芸術専門学校
文化学院芸術専門学校（ぶんかがくいんげいじゅつせんもんがっこう）は、埼玉県春日部市に存在した芸術系の専門学校。東京都の文化学院の兄弟校。

## 沿革
- 1982年（昭和57年） - 埼玉県庄和町（現・春日部市）に文化学院庄和町グランドとして学生や教師、卒業生たちのレクリエーションの場となっていた土地に陶磁科を新設する。
- 1985年（昭和60年） - 埼玉県庄和町の庄和グラウンドの敷地に文化学院の創設者西村伊作の長男で理事長の西村久二（建築家）、村井正誠、大山美信の尽力で「文化学院芸術専門学校」として開校。専門課程美術科および、高等課程に相当する芸術科を設立。校長は西村久二長男の西村礼門が就任。
- 1991年 - 西村久二理事長が亡くなる。その後を受けて、文化学院の理事長に西村礼門が就任。西村礼門が務めていた文化学院芸術専門学校の校長には1996年大山美信が就任、以後12年間文化学院芸術専門学校閉校まで務める[1]。
- 2008年3月 - 閉校。

## 設置学科
- 陶磁科（2年制）
- 美術科（2年制）
- 芸術科（3年制・高等課程に相当していた）

## アクセス
- 東武野田線「南桜井駅」より徒歩で約10分
- 閉校後も校舎・グラウンドは残されており、東武野田線南桜井駅 - 川間駅間を走行する列車内から見ることができたが、2023年から校舎が解体され更地となった。跡地は分譲住宅地となる予定。